# Майхжак, Юзеф
Юзеф Майхжак (пол. Józef Majchrzak; 14 января 1923, Сютковек — 25 ноября 1993, Быдгощ) — польский коммунистический политик времён ПНР, первый секретарь Быдгощского воеводского комитета ПОРП, член ЦК ПОРП в 1967/1968—1980. Считался одним из самых влиятельных региональных партийных секретарей. Отличался жёстко догматичным политическим курсом и авторитарным стилем руководства. Был отстранён от власти под давлением Солидарности. При военном положении интернирован как один из «ответственных за кризис». Обвинялся следственными органами ПНР в финансовых злоупотреблениях, однако осуждён не был.

## Функционер партаппарата
Родился в крестьянской семье из гмины Любане (тогда Поморское, ныне Куявско-Поморское воеводство). В молодости работал плотником. После окончания Второй мировой войны и нацистской оккупации вступил в правящую компартию ППР, с 1948 — ПОРП. Законченное образование получил в Высшей партийной школе при ЦК ПОРП.
В декабре 1956 занял должность секретаря по оргвопросам в Быдгощском воеводском комитете ПОРП. За годы секретарства заметно укрепил воеводскую парторганизацию и собственные позиции. Зарекомендовал себя как носитель авторитарного стиля управления. 3 января 1967 утверждён на посту первого секретаря воеводского комитета. С 16 ноября 1968 — член ЦК ПОРП.

## Первый секретарь в Быдгоще
Назначение Юзефа Майхжака совпало с ужесточением партийной политики в последние годы правления Владислава Гомулки. Во время политического кризиса 1968 Майхжак действовал на упреждение, пресекая возможности студенческих протестов. Он организовал в Быдгоще 40-тысячный митинг в поддержку Гомулки, причём его выступление содержало откровенно антисемитские мотивы. Каких-либо оппозиционных акций в Быдгоще не произошло. Несмотря на приверженность жёсткой линии, Майхжак в полной мере сохранил позиции после событий 1970—1971, отставки Гомулки и утверждения Эдварда Герека во главе ПОРП и ПНР.
Первый секретарь Майхжак считался полновластным «хозяином Быдгоща». Его брат Мечислав Майхжак занимал высокий пост в милицейской комендатуре (подчас обладая большим влиянием, нежели коменданты Анджей Марцинковский и Юзеф Коздра, их заместители по госбезопасности Генрик Зашкевич, Алоизий Цыганьский и Зенон Дрында). Отмечалось, что наиболее энергичные действия первого секретаря Майхжака были сообразны собственным карьерным интересам или партийным идеологическим установкам. Типичен в этом смысле оказался июнь 1974 — приезд в Быдгощ руководителя ГДР Эриха Хонеккера в сопровождении Эдварда Герека стимулировал масштабные работы по благоустройству, асфальтированию, озеленению и т. д. Сам факт такого визита подчёркивал высокий статус Майхжака в партийно-государственной иерархии.
С 1965 по 1981 Юзеф Майхжак был депутатом сейма ПНР от Влоцлавека и Быдгоща. Состоял в комитете внутренних дел и юстиции.

## Отставка и преследование
Августовские события 1980 повергли Майхжака в растерянность. Он не ожидал стремительного роста забастовочного движения и создания Солидарности. Во главе Быдгощского профцентра независимого профсоюза стал убеждённый и активный антикоммунист Ян Рулевский. Собрания десятков трудовых коллективов требовали отставки Майхжака как скомпрометированного сподвижника Герека.
Оппозиция Майхжаку возникла и в партийном аппарате. Первый секретарь подвергся резкой критике на пленуме воеводского комитета 16 октября 1980. Его отстранения требовала влиятельная группа партийных функционеров во главе с первым секретарём Быдгощского горкома Игнацы Иваньчем. Майхжак вынужден был подать в отставку (вместе с секретарями по организации и экономике Виктором Сопоровским и Тадеушем Людвиковским). Новым главой быдгощской воеводской парторганизации был утверждён выходец из партийно-научных кругов Генрик Беднарский. Смена первого секретаря рассматривалась как определённая «либерализация» политики — хотя такие оценки не оказались адекватными.
На пленуме воеводского комитета ПОРП 15 апреля 1981 Юзеф Майхжак подал заявление о выходе из состава комитета — вероятно, рассчитывая мобилизовать свою поддержку. Однако, к его удивлению, заявление было одобрено и удовлетворено. На IX чрезвычайном съезде ПОРП в июле 1981 Майхжак выведен из ЦК. Ещё ранее, в феврале 1981, начались расследования финансовых злоупотреблений Майхжака. Он обвинялся в незаконном расходовании средств на строительство собственной виллы. По этому делу были также привлечены брат экс-секретаря подполковник Майхжак, бывший быдгощский воевода Эдмунд Леманн, ещё несколько чиновников и хозяйственников. (Мечислав Майхжак обвинялся также в превышении полномочий и злоупотреблении властью на милицейском посту.)

## Интернирование и последние годы
13 декабря 1981 в ПНР было введено военное положение. Наряду с тысячами оппозиционеров, подверглись интернированию 37 бывших руководителей ПОРП и ПНР во главе с Эдвардом Гереком. Их объявили «ответственными за кризис» и «опасными для государства». В этой группе оказались Юзеф Майхжак и Эдмунд Леманн. Содержание было довольно суровым, причём, в отличие от активистов «Солидарности», бывшие функционеры ПОРП не имели общественной поддержки и сочувствия. (Мечислав Майхжак не вошёл в эту группу, но был арестован по уголовным обвинениям.)
Задуманный политический процесс, однако, не состоялся (как и над лидерами «Солидарности»). К концу 1982 интернированных освободили. Уголовное дело, в котором фигурировали среди прочих братья Майхжаки и Леманн, также было закрыто.
Последнее десятилетие Юзеф Майхжак прожил в Быдгоще сугубо частной жизнью. В политических процессах участия не принимал, с публичными заявлениями не выступал. Скончался в возрасте 70 лет.